# Broyeuse de chocolat, n°1
Broyeuse de chocolat, n°1 est un tableau réalisé par Marcel Duchamp en 1913. Cette peinture à l'huile sur toile représente une broyeuse à chocolat sur une table basse. Elle entre au musée Philadelphia Museum of Art, aux États-Unis par le don de la The Louise and Walter Arensberg Collection, en 1950.